# (32288) Terui
(32288) Terui es un asteroide perteneciente al cinturón de asteroides descubierto el 23 de agosto de 2000 por el equipo del BATTeRS desde el Centro de vigilancia espacial de Bisei, Bisei, (Prefectura de Okayama), Japón.

## Designación y nombre
Designado provisionalmente como 2000 QN1. Fue nombrado en honor a Yoshihiro Terui (n. 1994) quien ganó el concurso de ensayos del Premio del Día del Espacio 2008 para estudiantes de secundaria con su ensayo "¿Existe vida extraterrestre?". Asiste a la escuela secundaria Daiichi Junior, Fuchu-shi, Tokio.

## Características orbitales
(32288) Terui está situado a una distancia media del Sol de 2,797 ua, pudiendo alejarse hasta 3,294 ua y acercarse hasta 2,300 ua. Su excentricidad es 0,178 y la inclinación orbital 9,861 grados. Emplea 1708,58 días en completar una órbita alrededor del Sol.

## Características físicas
La magnitud absoluta de (32288) Terui es 13,75. Tiene 6,460 km de diámetro y su albedo se estima en 0,169.